# 40
40（四十、卌、四〇、肆十、しじゅう、よんじゅう、よそ、よそじ、forty）は自然数、また整数において、39の次で41の前の数である。

## 性質
- 40は合成数であり、約数は 1, 2, 4, 5, 8, 10, 20, 40 である。
  - 約数の和は90。
- 4番目の八角数である。4(4 × 3 − 2) = 40。1つ前は21、次は65。
- 402 + 1 = 1601 であり、n2 + 1 の形で素数を生む12番目の数である。1つ前は36、次は54。
- n2 + n + 41 は n が 0 から39までの整数のときは素数になるが、n = 40で初めて、402 + 40 + 41 = 1681 = 412 と合成数になる。
- 40 = 30 + 31 + 32 + 33
  - a = 3 のときの a0 + a1 + a2 + a3 の値とみたとき1つ前は15、次は85。
  - 3の累乗和とみたとき1つ前は13、次は121。
    - 40 = 34−1/3−1
      - n = 3 のときの nn+1−1/n−1 の値とみたとき1つ前は7、次は341。(オンライン整数列大辞典の数列 A031973)
- 1/40 = 0.025
  - 逆数が有限小数になる10番目の数である。1つ前は32、次は50（オンライン整数列大辞典の数列 A003592）。
- 掛け算九九では5の段で 5 × 8 = 40 (ごはしじゅう)、8の段で 8 × 5 = 40（はちごしじゅう）と2通りの表し方がある。
- 最初からの素数の総和と総乗の和で表せる3番目の数である。1つ前は11、次は227。（オンライン整数列大辞典の数列 A228190）

40 = (2 + 3 + 5) + (2 × 3 × 5)
- 19番目のハーシャッド数である。1つ前は36、次は42。
  - 4を基としたとき2番目のハーシャッド数である。 1つ前は4、次は112 。
- 約数の和が40になる数は1個ある（27）。約数の和1個で表せる16番目の数である。1つ前は39、次は44。
- 各位の和が4になる5番目の数である。1つ前は31、次は103。
- 各位の平方和が平方数になる14番目の数である。1つ前は34、次は43。（オンライン整数列大辞典の数列 A175396）
  - 各位の和と各位の平方和が両方とも平方数になる5番目の数である。1つ前は10、次は90。（オンライン整数列大辞典の数列 A197125）
- 各位の立方和が平方数になる8番目の数である。1つ前は22、次は48。（オンライン整数列大辞典の数列 A197039）
- 各位の積が0になる5番目の数である。1つ前は30、次は50。（オンライン整数列大辞典の数列 A011540）
- 40 = 23 × (22 + 1)
  - n = 2 のときの 2n+1(2n + 1) の値とみたとき1つ前は12、次は144。
  - 40 = 5 × 23
    - n = 3 のときの 5 × 2n の値とみたとき1つ前は20、次は80。（オンライン整数列大辞典の数列 A020714）

  - 40 = 10 × 22
    - n = 2 のときの 10n2 の値とみたとき1つ前は10、次は90。（オンライン整数列大辞典の数列 A033583）

  - 40 = 10 × 4
    - n = 1 のときの 10 × 4n の値とみたとき1つ前は10、次は160。（オンライン整数列大辞典の数列 A002066）
- 40 = 22 + 62
  - 異なる2つの平方数の和で表せる11番目の数である。1つ前は37、次は41。（オンライン整数列大辞典の数列 A004431）
  - n = 2 のときの 2n + 6n の値とみたとき1つ前は8、次は224。（オンライン整数列大辞典の数列 A074601）
- 40 = 4! + 42
  - n = 4 のときの n! + n2 の値とみたとき1つ前は15、次は145。（オンライン整数列大辞典の数列 A004664）
- 40 = 4 × 5 × 6/3
  - n = 4 のときの n(n + 1)(n + 2)/3 の値とみたとき1つ前は20、次は70。（オンライン整数列大辞典の数列 A007290）
    - {\displaystyle 40=\sum _{k=1}^{4}k(k+1)}
- 40 = 5!/3 = 1 × 2 × 3 × 4 × 5/3
  - n = 5 のときの n!/3 の値とみたとき1つ前は8、次は240。（オンライン整数列大辞典の数列 A002301）

## その他 40 に関連すること
- 40° = 2/9π（ラジアン）。これは 1/9 周であり、すなわち正九角形の中心角であり、すなわちその外角である。
- 英語の序数詞では、40th、fortieth となる。
- ラテン語では quadraginta（クァドラーギンター）。
- ロシア語では сорок（ソーラク）で、漁師が毛皮40枚を入れた袋1つをソーラクと呼んでいたことに由来する[1]。
- 40 の接頭辞：quadraginti（拉）、tetraconta（希）
- 40 は漢字1字で「卌」と表す。
- 40歳を四十路（よそじ）、または不惑（論語に因む）ともいう。
- −40°F = −40°C。摂氏と華氏が等しい唯一の温度である。
- 結婚40周年の祝いをルビー婚式という。
- 検疫では40日を期間とするものがある。
- 機械式メトロノームの最も遅いテンポは40bpmである。
- 西暦40年
- 第40番元素はジルコニウム (Zr) である。
- 第40代天皇は天武天皇である。
- 日本の第40代内閣総理大臣は東條英機である。
- 大相撲の第40代横綱は東富士欽壹である。
- 第40代アメリカ合衆国大統領はロナルド・レーガン（共和党）である。
- 第40代ローマ教皇はインノケンティウス1世（在位：401年～417年3月12日）である。
- アメリカ合衆国の40番目の州はサウスダコタ州である。
  - JIS X 0401、ISO 3166-2:JPの都道府県コードの「40」は福岡県。
- 年始から数えて40日目は、2月9日。
- 易占の六十四卦で第40番目の卦は、雷水解。
- クルアーンにおける第40番目のスーラはガーフィルである。
- 将棋の駒は全部で（双方併せて）40枚。
- 漢詩の五言律詩は5×8＝40文字である。
- M40 (天体) - 二重星。
- 風速40米 - 1958年8月12日公開の日活の映画。および映画内での石原裕次郎の主題歌。
- 40-40クラブ - メジャーリーグベースボールでシーズン40本塁打・40盗塁を達成すること（達成者は4人）
- オンライン整数列大辞典の数列 A000040 - 素数。
- 40 - ルーマニア (RO) の国際電話 国番号
- 音楽
  - 40 (歌手) - 韓国の歌手。
  - 40/40（英語版） - カーペンターズのアルバム（2009年）
  - 40/40〜ベスト・セレクション - オリビア・ニュートン＝ジョンのベスト・アルバム（2010年）
  - 40 〜forty〜 - EXILE ATSUSHIのアルバム（2020年）
  - 40 (Ms.OOJAのアルバム) - Ms.OOJAのアルバム（2023年）
  - 40 (アルバム)

## 符号位置
| 記号 | Unicode | JIS X 0213 | 文字参照          | 名称                |
| ---- | ------- | ---------- | ----------------- | ------------------- |
| ㊵   | U+32B5  | 1-8-52     | &#x32B5; &#12981; | CIRCLED DIGIT FORTY |